# Makhali-Phâl
Makhali-Phâl (Makhāli-Phāl), nom de plume de Nelly-Pierrette Guesde, née en 1908 à Phnom Penh et morte le 15 novembre 1965 à Pau est une poétesse et romancière française.

## Biographie
Nelly-Pierrette Guesde est la fille d'une mère cambodgienne, Néang Mali, et d'un père administrateur colonial, Pierre Mathieu Théodore Guesde. Dans sa petite enfance elle reçoit une éducation bouddhique, puis son père la place dans un couvent afin que lui soit donnée une éducation catholique.  Mais, enfant, elle quitte le Cambodge quand elle a sept ans et vient vivre en France, à Pau, chez sa grand mère paternelle.  Lorsqu'elle a vingt ans elle part de Pau pour Paris. Elle publie peu d'années après Cambodge, puis Chant de Paix qui sont salués par Paul Claudel, Léopold Sédar Senghor, Francis de Miomandre...

## Accueil de son œuvre
Dès ses deux premières publications Makhali-Phal est appréciée aussi bien pour la qualité formelle de ses écrits que pour le fait qu'elle établit un pont entre les deux cultures qui sont les siennes.
Dans un article de l'Echo amanite c'est à sa culture bouddhique et khmer qu'est rendu hommage « Cambodge est un court poème en trois chants. Il a cependant suffit à consacrer, avec Makhati-Phal, le plus grand des poètes bouddhiques de nos jours… Le peuple khmer, qui s'est tu pendant des millénaires, a soudain trouvé cet enfant à la voix prophétique pour dire au monde son miracle et sa foi première ». L'article comporte des extraits de poèmes :
Ô Europe, ô Asie

Tristes sœurs jumelles, où allez-vous ?

Le soir d'argent tombe

L'âme du monde s'endort.

Les Dieux s'étendent sur des gongs plats, pour mourir.

La beauté s'étend sur le plus grand des gongs, pour mourir

Et, à côté d'elle, sur un petit gong d'argent

L'âme du monde s'endort.

Ô Europe, ô Asie, tristes sœurs jumelles,

Les dieux s'étendent pour mourir sur des gongs plats.
Après la publication de la favorite de dix ans c'est la rencontre des cultures qui est soulignée « La favorite de dix ans apporte des réponses peu communes aux questions culturelles qui continuent à préoccuper notre début de XXIe siècle : l'héritage culturel, la patrie, le mariage des cultures... ». C'est aussi la qualité formelle originale que souligne André Thérive en indiquant le parti pris de l'auteur : « Je transposais dans la langue de ma mère, le rythme des gongs, les répétitions, les images cruelles, voluptueuses et théologales qui ressuscitaient mes ancêtres d'Angkor et qui m'en délivraient ».
En 1944 son roman Narayama ou celui qui se meut sur les eaux obtient le prix Lange de l’Académie française.

## Œuvres
- Cambodge, lithographies avec portrait de l'auteur par Ram Richman, lithographies par Mourlot frères, Dijon, 1933, Au pigeonnier, 61 p.
- Chant de paix, poème au peuple khmer pour saluer l'édition cambodgienne du Vinaya Pitaka, la première corbeille du canon bouddhique (Préface d'Edmond Jaloux), Bibliothèque royale du Cambodge, 1937, 14 f.
- La Favorite de dix ans, Albin Michel, 1940, 256 p.
- Narayana, ou Celui qui se meut sur les eaux, Albin Michel, 1942, 320 p. prix Lange de l’Académie française en 1944
- Le Festin des vautours, avec un portrait de l'auteur par Ram Richman, Paris, 1946, Fasquelle, coll. "Écrits français d'Outre-mer", 240 p.
- Le Roi d'Angkor, Albin Michel, 1952, 442 p.
- Le Feu et l'amour, Albin Michel, 1953, 254 p.
- Mémoires de Cléopâtre, Albin Michel, 1956, 320 p.
- L'Asie en flammes, Albin Michel, 1965, 235 p.
- L'Égyptienne: moi, Cléopâtre reine, 1979, Encre, coll. "Elle était une fois", 258 p.